# Harosa
Groupe SAR
Pour les articles homonymes, voir SAR.
Sous-règne
Synonymes
SAR Burki et al., 2007

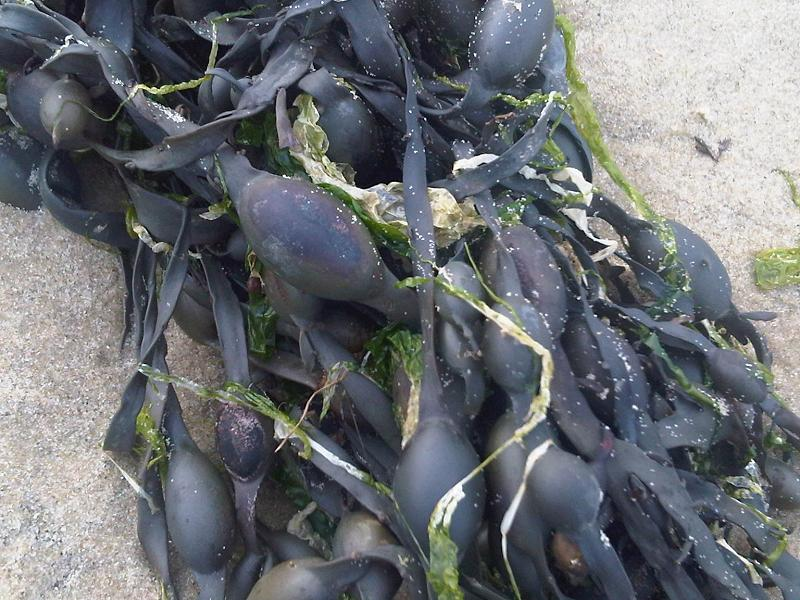
Ascophyllum nodosum

Harosa, ou groupe SAR, est un sous-règne d'eucaryotes constitué des Heterokonta (ex-stramenopiles), alvéolés et rhizaires,,,. La première lettre du nom de chaque groupe explique l'origine du nom SAR. Il regroupe les rhizaires avec la plus grande partie des anciens Chromalveolata. Harosa admet pour groupe frère les Hacrobia au sein du règne des Chromista. Les Hacrobia rassemblent les Cryptophyta et les Haptophyta.

## Historique
En 2009, Thomas Cavalier-Smith a proposé le terme Harosa pour désigner ce groupe, formé avec le préfixe har-, première lettre des trois groupes, Heterokonta (qui remplace Stramenopiles), Alveolata et Rhizaria, suivi du suffixe -osa, sans signification particulière.

## Liste des infra-règnes et embranchements
Selon World Register of Marine Species (31 décembre 2021) :
- infra-règne des Alveolata T.Cavalier-Smith
  - embranchement des Ciliophora
  - embranchement des Myzozoa
- infra-règne des Heterokonta T.Cavalier-Smith
  - embranchement des Bigyra T.Cavalier-Smith
  - embranchement des Ochrophyta T.Cavalier-Smith
  - embranchement des Oomycota
- infra-règne des Rhizaria T.Cavalier-Smith
  - embranchement des Cercozoa
  - embranchement des Foraminifera d'Orbigny
  - embranchement des Radiolaria